# Calyptranthes lomensis
Calyptranthes lomensis är en myrtenväxtart som beskrevs av Ignatz Urban. Calyptranthes lomensis ingår i släktet Calyptranthes och familjen myrtenväxter. Inga underarter finns listade i Catalogue of Life.